# Dagny Knutson
Dagny Knutson, née le 18 janvier 1992 à Fayetteville (Caroline du Nord), est une nageuse américaine. Lors des championnats du monde 2011, elle a décroché la médaille d'or sur le relais 4 × 200 m nage libre avec Missy Franklin, Katie Hoff et Allison Schmitt.

## Palmarès

### Championnats du monde

#### Grand bassin
- Championnats du monde 2009 à Rome (Italie) :
  -  Médaille d'argent du relais 4 × 200 m nage libre[1].
- Championnats du monde 2011 à Shanghai (Chine) :
  -  Médaille d'or du relais 4 × 200 m nage libre.